# پایگاه هوایی ویتبسک
پایگاه هوایی ویتبسک  (به انگلیسی: Vitebsk (air base)) یک فرودگاه نظامی است که یک باند فرود بتن دارد و طول باند آن ۲۵۰۰ متر است. این فرودگاه در کشور بلاروس قرار دارد و در ارتفاع ۱۹۴ متری از سطح دریا واقع شده است.